# Chyliza leptogaster
Chyliza leptogaster är en tvåvingeart som först beskrevs av Georg Wolfgang Franz Panzer 1798.  Chyliza leptogaster ingår i släktet Chyliza och familjen rotflugor. Arten är reproducerande i Sverige. Inga underarter finns listade i Catalogue of Life.